# Gusukuplatser och områden i kungadömet Ryukyu
Gusukuplatser och områden i kungadömet Ryukyu är ett världsarv som består av nio platser i Okinawa prefektur i Japan. Världsarvet omfattar två lundar utaki, mausoleet Tamaudun, en trädgård och fem gusuku slottsplatser, de flesta ruiner. Platserna skrevs in utifrån kriteriet att de utgjorde en utomordentlig representation av Kungariket Ryukyus kultur vars unika blandning av japansk och kinesisk influens gjorde den till en avgörande kulturell och ekonomisk knutpunkt mellan flera grannstater.
Världsarvet representerar mer än 500 år av Ryukyus historia, särskilt från 1100- till 1600-talet i Japan.

## Historia
Ett antal Gusuku började byggas runt om på öarna i slutet av Shell mound period och banade vägen för Gusukuperioden och Ajihövdingarnas uppgång på 1100-talet. Under denna period, flyttade folk, som levt invid kusten i de låglänta områdena högre upp och byggde byar i inlandet. Jordbruket utvecklades ytterligare under denna period då det främst odlades ris, vete och hirs. Planteringar kallade utaki gjordes inom dessa byar och fungerade som helig mark för att tillbe skyddsandar. Utrikeshandeln öppnades också upp när Ryukyuöarna började skapa en allmän kultur. Existensen av Suekivaror och kinesisk keramik hittade på Amamiöarna anses vara starka bevis på öarnas kulturella utveckling. I början av 1200-talet, ledde en stadig ökning av byarnas intressen till framväxten av ledarhövdingar kallade Aji eller Anji. De var personer med politiska positioner inom byarna. 'Ajis plikter var i huvudsak att se över skatter och utgöra religiösa ceremonier och riter. Handeln utvecklades och tillät dessa Aji att stärka sina positioner genom innehavet av bra hamnar i Urasoe, Yomitan, Nakagusuku, Katsuren, Sashiki och Nakijin.
Kungarikena Sanzan bildades då de regionala hövdingarna (Aji) tog itu med problemen med att försvara sina områden när deras makt ökade. Ryukyuöarna delades upp i 3 kungariken, Hokuzan i norr som låg vid Nakijin Gusuku, Chuzan i det centrala området som var i Urasoe Gusuku och Nanzan i söder med centrum i Shimajiri Ozato. Eisodynastin som kom till makten i centrala Chuzan krympte när en fjärde och femte kung (Tamagusuk respektive Seii) kom till makten. År 1350 besteg Satto Chuzans tron och regerade i 56 år.
En betydande statusförändring skedde 1609 genom Satsuma-hans japanska invasion av Ryukyuöarna. Vid denna tid tog Satsuma kontrollen över öarna och lade de norra öarna i Amami direkt under sitt styre. Före denna tid hade Sho-dynastin styrt över kungariket Ryukyu.

## Tabell över platser
| Namn                                                              | Typ                 | Plats          | Bild |
| ----------------------------------------------------------------- | ------------------- | -------------- | ---- |
| Tamaudun (玉陵 Tamaudun?)                                         | Mausoleum           | Naha-shi       |      |
| Sonohyan-utaki Ishimon (園比屋武御嶽石門 Sonohyan-utaki Ishimon?) | Stone gate at utaki | Naha-shi       |      |
| Nakijin-jo Site (今帰仁城跡 Nakijin-jō ato?)                      | Gusukuruiner        | Nakijin-son    |      |
| Zakimi-jo Site (座喜味城跡 Zakimi-jō ato?)                        | Gusukuruiner        | Yomitan-son    |      |
| Katsuren-jo Site (勝連城跡跡 Katsuren-jō ato?)                    | Gusukuruiner        | Uruma-shi      |      |
| Nakagusuku-jo Site (中城城跡 Nakagusuku-jō ato?)                  | Gusukuruiner        | Nakagusuku-son |      |
| Shuri-jo Site (首里城跡 Shuri-jō ato?)                            | Gusuku              | Naha-shi       |      |
| Shikinaen (識名園 Shikinaen?)                                     | Trädgård            | Naha-shi       |      |
| Seifa-utaki (斎場御嶽 Seifa-utaki?)                               | Utaki               | Nanjō-shi      |      |